# Sanaswadi
Sanaswadi es una  ciudad censal situada en el distrito de Pune en el estado de Maharashtra (India). Su población es de 13543 habitantes (2011). Se encuentra a 33 km de Pune.

## Demografía
Según el censo de 2011 la población de Sanaswadi era de 13543 habitantes, de los cuales 7403 eran hombres y 7140 eran mujeres. Sanaswadi tiene una tasa media de alfabetización del 87,38%, superior a la media estatal del 82,34%: la alfabetización masculina es del 91,86%, y la alfabetización femenina del 81,98%.